# فرضية محيط المريخ

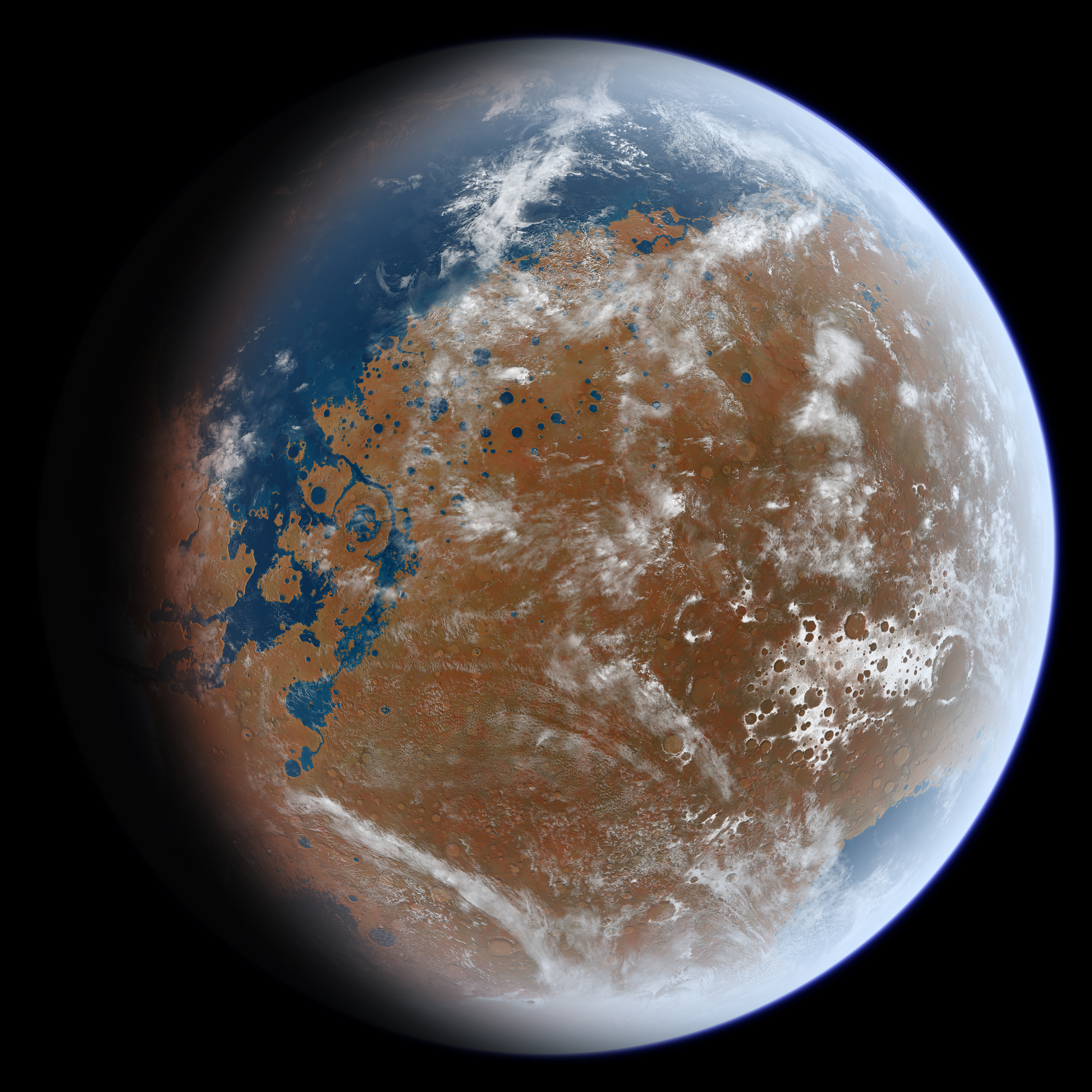
تصور فنان لكوكب المريخ ومحيطه بناء على تضاريسه الجغرافية

تنص فرضية محيط المريخ على أن ثلث سطح المريخ تقريبًا كان مغطى بمحيط من الماء السائل في وقت مبكر من التاريخ الجيولوجي للكوكب. ملئ هذا المحيط البدائي، الذي أُطلق عليه اسم باليو أوشن أو أوشيانوس بورياليس، حوض فاستيتاس بورياليس في نصف الكرة الشمالي، وهي منطقة تقع ما بين 4 و5 كيلومترات تحت متوسط ارتفاع الكواكب، قبل 4.1 إلى 3.8 مليار سنة. تتضمن الأدلة على هذا المحيط ميزات جغرافية تشبه السواحل القديمة، والخصائص الكيميائية لتربة المريخ والغلاف الجوي. كان يجب على الغلاف الجوي أن يكون أكثر كثافة وعلى المناخ أن يكون أكثر دفئًا للسماح للماء السائل بالبقاء على السطح.

## تاريخ أدلة الرصدية
أظهرت الميزات التي رصدتها مركبتي فايكنج المداريتان في عام 1976 خطين ساحليين قديمين محتملين بالقرب من القطب، أرض العرب وديوتيرونيلوس مينسيه، يبلغ طول كل منهما آلاف الكيلومترات. تشير العديد من السمات الفيزيائية في الجغرافيا الحالية للمريخ إلى وجود محيط بدائي في الماضي. تشير شبكات الأخاديد التي تندمج لتشكيل قنوات أكبر إلى حدوث تعرية بفعل مادة سائلة، وتشبه مجاري الأنهار القديمة على الأرض. يبدو أن هناك قنوات هائلة، يبلغ عرضها 25 كيلومتر وعمقها عدة مئات من الأمتار، كانت الماء يتدفق خلالها من طبقات المياه الجوفية في المرتفعات الجنوبية إلى الأراضي المنخفضة الشمالية. يقع جزء كبير من نصف الكرة الشمالي للمريخ على ارتفاع أقل بشكل ملحوظ من بقية الكوكب، وهو مسطح بشكل غير عادي.
قادت هذه الملاحظات العلماء إلى البحث عن بقايا السواحل القديمة وزادت من احتمالية وجود هذا المحيط الضخم في الماضي. في عام 1987، نشر جون إي. براندنبورغ فرضية محيط المريخ البدائي الذي أطلق عليه اسم باليو أوشن. تُعتبر فرضية المحيط مهمة لأن وجود مسطحات كبيرة من الماء السائل في الماضي له تأثير كبير على مناخ المريخ القديم، وقابلية إيواء المريخ للحياة، والبحث عن أدلة الحياة الماضية على المريخ.
ابتداءً من عام 1998، شرع العالمان مايكل مالين وكينيث إدجيت في التحقيق باستخدام كاميرات عالية الدقة، على متن مسبار ماسح المريخ الشامل، دقتها أفضل بخمس إلى عشر مرات من تلك الخاصة بمركبة فاينكنج الفضائية، في الأماكن التي قد تحوي سواحل قديمة التي اقترح آخرون وجودها في الكتب والأبحاث العلمية. كانت تحليلاتهما غير حاسمة في أفضل الأحوال، وأفادا أن ارتفاع الخط الساحلي يتغير بعدة كيلومترات، إذ يرتفع وينخفض من قمة إلى أخرى لآلاف الكيلومترات. تلقي هذه الميزات ظلالًا من الشك على ما إذا كانت تمثل فعلًا ساحلًا بحريًا قديمًا، وقد استُخدمت كحجة ضد فرضية ساحل و(محيط) المريخ.
وجد مقياس الارتفاع المداري الليزري المريخي (مولا)، الذي حدد بدقة ارتفاع جميع مناطق المريخ في عام 1999، أن بقاع تجمع المياه على المريخ تغطي ثلاثة أرباع الكوكب. دُرس التوزيع الفريد لأنواع الفوهات التي يقل ارتفاعها عن 2400 مترًا في فاستيتاس بورياليس عام 2005. يقترح الباحثون أن التعرية تضمنت كميات كبيرة من التسامي، وأن المحيط القديم في هذا الموقع أخذ حيزًا يبلغ 6*107 كيلومتر مكعب.
في عام 2007، بعد التعديل للأخذ بعين الاعتبار المتجول القطبي الحقيقي الناجم عن إعادة التوزيع الكتلي للمواد البركانية، وبعد أن اقترح جون إي. براندنبورغ سواحل المريخ الباليوية لأول مرة في 1987، اقترح تايلور بيرون ومايكل مانجا نموذجًا جيوفيزيائيًا يتناسب مع هذا المعيار. يشير النموذج إلى أن سواحل المريخ المتموجة يمكن تفسيرها من خلال حركة محور دوران المريخ. نظرًا لأن قوة الطرد المركزي تتسبب في انتفاخ الأجرام الدوارة عند خط الاستواء (الانتفاخ الاستوائي)، من المحتمل أن المتجول القطبي تسبب في تغير ارتفاع الخط الساحلي بنفس الطريقة التي رُصدت فيها. لا يحاول النموذج تفسير سبب تحرك محور دوران المريخ بالنسبة إلى قشرته.
يظهر بحث نُشر عام 2009 وجود قنوات تدفق أكثر بكثير مما كان يعتقد وجودها سابقًا. تشابه مناطق المريخ المليئة بالوديان ما هو موجود على الأرض. في البحث، طور الفريق برنامج حاسوب لتحديد الوديان من خلال البحث عن هياكل على شكل حرف U في البيانات الطبوغرافية. تدعم الكمية الكبيرة من شبكات الوديان بقوة هطول الأمطار على الكوكب في الماضي. يمكن تفسير النمط العالمي لوديان المريخ بوجود محيط شمالي كبير. قد يفسر وجود محيط كبير في نصف الكرة الشمالي سبب وجود حد جنوبي لشبكات الوادي. حصلت المناطق الواقعة في أقصى جنوب المريخ، الأبعد عن مخازن المياه، على القليل من الأمطار ولن تحفر أي أودية. بالمثل، فإن قلة هطول الأمطار تفسر سبب ضحالة وديان المريخ من الشمال إلى الجنوب.